# Kodeks 059
Kodeks 059 (Gregory-Aland no. 059), ε 09 (Soden) – grecki kodeks uncjalny Nowego Testamentu z tekstem Ewangelii według Marka, paleograficznie datowany na IV/V wiek. Do tego samego kodeksu należała karta oznakowana symbolem 0215. W końcu XIX wieku oba fragmenty sprowadzone zostały do Wiednia, gdzie są odtąd przechowywane. Jest cytowany w krytycznych wydaniach greckiego Nowego Testamentu. Tekst został zaliczony do III kategorii Alanda. 

## Opis
Zachowały się fragmenty różnych dwóch kart kodeksu. Według rekonstrukcji oryginalne karty miały rozmiar 15 na 11 cm. Tekst jest pisany jedną kolumną na stronę, 19 linijek w kolumnie (według rekonstrukcji) . Atrament jest koloru brunatnego.
Fragment 059 przekazuje tekst Ewangelii według Marka 15,29-38 . Rozmiary fragmentu wynoszą 10,8 na 9,6 cm. Z tego samego rękopisu pochodzi fragment karty oznakowanej pod symbolem 0215, zawierającej tekst Mk 15,20-21.26-27 i przechowywanej w tej samej bibliotece pod numerem Pap. G. 36112. Fragment ma rozmiary 5,3 na 5,6 cm . 
Z paleograficznego punktu widzenia kodeks jest dobrym przykładem „biblijnej uncjały”. Kształty liter przypominają wczesne wielkie kodeksy. Zachodzą pewne nieregularności w wysokości liter oraz odstępów między literami. Pionowe linie liter są z reguły grubsze od kresek poziomych. Wśród liter wyróżnia się pod względem kształtu epsilon, którego środkowa pozioma kreska pisana jest blisko górnego łuku litery.
Stosuje dierezę nad literą iota. Stosuje punktację.
Nomina sacra pisane są skrótami: ΧΣ dla Χριστος (Chrystus), ΙΣ dla Ιησους (Jezus), ΘΣ dla θεος (Bóg). Według rekonstrukcji oryginalny kodeks stosował również skrót ΙΗΛ dla Ισραηλ (Izrael), w utraconej części karty. 059 stosuje staurogram w siódmej linijce strony recto. Niektóre wyrazy na końcu linii są skracane, skrót jest oznakowany przy pomocy ligatur.

## Tekst
Grecki tekst kodeksu Kurt Aland zaklasyfikował do kategorii III, co oznacza, że jego tekst został skażony przez obce naleciałości, ale jest ważny dla poznania historii tekstu Nowego Testamentu.
Na stronie verso fragmentu 059 w linijce 10 w partii uszkodzonej Karl Wessely rekonstruował wariant εις (do), natomiast według Stanleya oraz Wendy Porter oryginalny tekst zawierał wariant τις (kto).
W Marku 15,34 przekazuje wariant ηλι (Eli, Boże mój), w czym jest zgodny z Kodeksem Bezy, Kodeksem Koridethi, minuskułem 565 oraz starołacińskimi rękopisami. Pozostałe rękopisy przekazują wariant ελωι (Eloi, Boże mój). Wariant kodeksu uważany jest za niepoprawny przez krytyków tekstu Nowego Testamentu.

## Historia

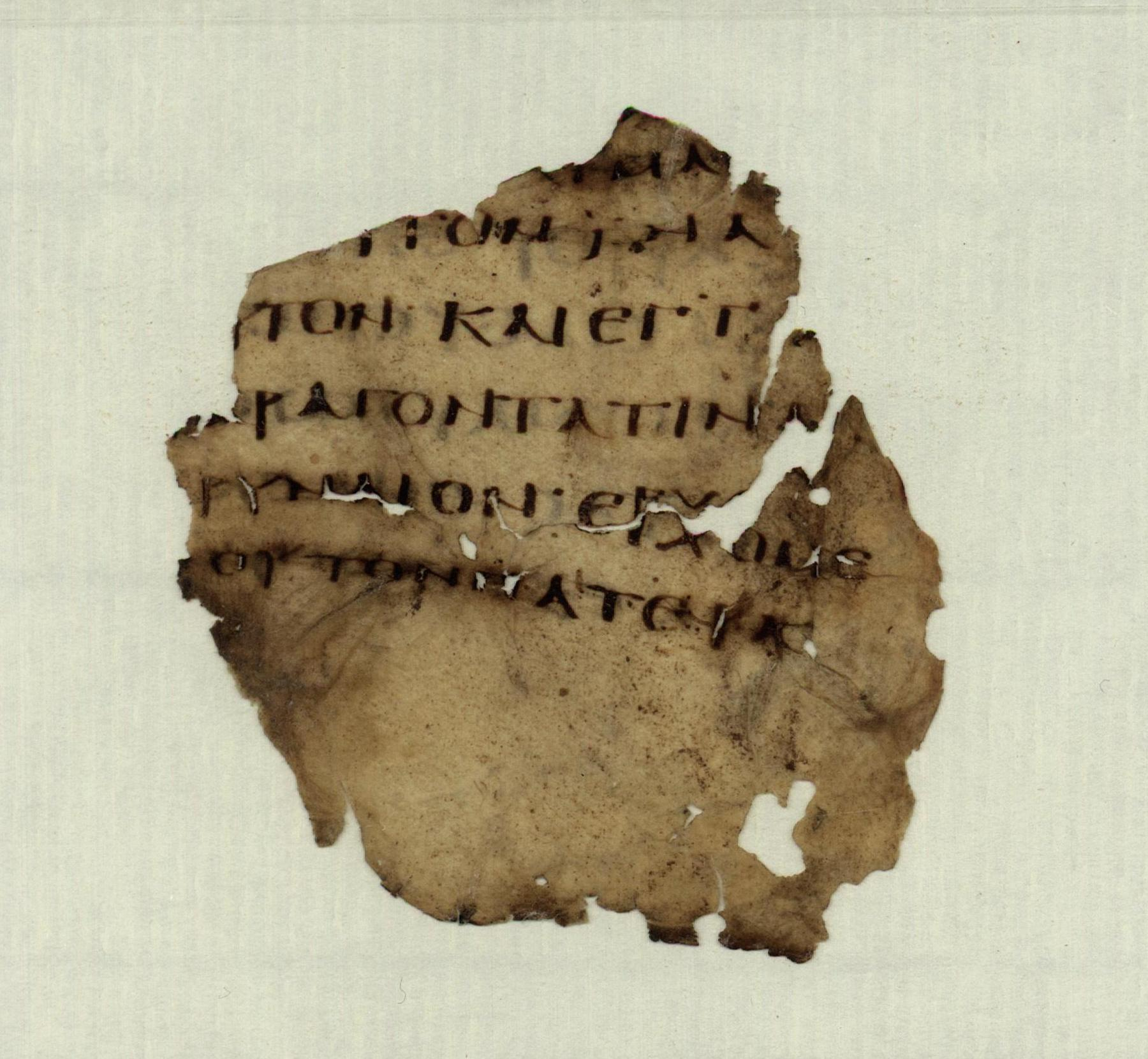
Fragment 0215 z tekstem Marka 15,20-21

Nieznane jest miejsce, w którym powstał kodeks. Sugerowany jest Egipt, gdzie zostały odkryte fragmenty 059 i 0215. Fragment 059 trafił do Wiednia w końcu XIX wieku. 
Wiek kodeksu jest szacowany w oparciu o paleograficzne porównania z innymi rękopisami o ustalonej dacie i zwykle jest to od połowy IV wieku do połowy V wieku. C.R. Gregory datował go na IV wiek. Stanley i Wendy Porter datują kodeks na IV wiek ze względu na podobieństwo do P.Vindob. G 19888 i P.Vindob. G 39782. Pasquale Orsini datuje kodeks na koniec IV wieku. Instytut Badań Tekstu Nowego Testamentu datuje go na wiek IV/V . 
C.R. Gregory wciągnął fragment na listę rękopisów Nowego Testament w 1900 roku, nadając mu siglum Tu. Opublikował też jego tekst w oparciu o transkrypcję nadesłaną mu przez Karla Wessely'ego. W 1908 roku dał mu numer 059. W 1912 roku Wessely opublikował faksymile fragmentu.
Tekst 0215 opublikował Peter Sanz w 1946 roku. Kurt Aland wciągnął go na listę rękopisów Nowego Testamentu w 1953 roku pod numerem 0215. W 26 wydaniu Nestle-Alanda, wydanym w 1979 roku, 0215 został uznany za część tego samego rękopisu co 059.
Guglielmo Cavallo opublikował nowsze wydanie facsimile obu fragmentów. Stanley E. Porter i Wendy J. Porter opublikowali facsimile oraz rekonstrukcję tekstu obu fragmentów. Fragmenty kodeksu badał Pasquale Orsini.
W 27 wydaniu Nestle-Alanda 059 został zaliczony do rękopisów cytowanych w pierwszej kolejności, co oznacza, że każdy jego wariant odbiegający od tekstu rezultatywnego jest odnotowywany w aparacie krytycznym.
Fragment 059 przechowywany jest w Austriackiej Bibliotece Narodowej, pod numerem katalogowym Pap. G. 39779. Fragment 0215 przechowywany jest pod numerem Pap. G. 36112 .